# Karol Aleksander Wirtemberski (1896–1964)
Karol Aleksander Wirtemberski (ojciec Odo OSB), niem. Carl Alexander Herzog von Württemberg (Pater Odo OSB) (ur. 12 marca 1896 w Stuttgarcie; zm. 27 grudnia 1964 w Altshausen) – członek rodziny Wirtembergów i mnich benedyktyński. W czasach narodowego socjalizmu i potem angażował się w pomocy dla uchodźców, żydów i jeńców wojennych.

## Życiorys
Karol Aleksander był najmłodszym z trzech synów Albrechta księcia Wirtembergii i jego małżonki Małgorzaty Zofii arcyksiężnej Austrii. Wykształcenie otrzymał w domu i w roku 1914 zdał egzamin dojrzałości.
W czasie I wojny światowej walczył na froncie zachodnim i we Włoszech. Po rewolucji listopadowej 1918 odszedł jako kapitan z aktywnej służby wojskowej. Kilka miesięcy później wstąpił jako postulant chóru do arcyopactwa św. Marcina w Beuron i w roku 1920 został przyjęty do nowicjatu jako „brat Odo”. W lutym 1921 roku złożył śluby i w roku 1926 został wyświęcony na kapłana. Latem 1930 roku ojciec Odo został wysłany do opactwa św. Marcina w Weingarten położonego niedaleko zamku Altshausen, gdzie piastował on nie tylko liczne urzędy w klasztorze, lecz jako misjonarz młodzieżowy angażował się również silnie w katolicką pracę z młodzieżą. Wskutek tego, ale również pod wpływem klerykalno-konserwatywnego katolicyzmu swojej rodziny, trafił on od początku do opozycji wobec narodowego socjalizmu i już w roku 1933 był wielokrotnie przesłuchiwany przez Gestapo.
Początkowo opuścił on Wirtembergię i w roku 1934 wstąpił do niewiele wcześniej założonego badeńskiego opactwa świętego Bartłomieja w Neuburgu, które jednak znajdowało się w kryzysie. Jednak w kwietniu 1930 roku mnich benedyktyński został „na wieczne czasy“ wydalony z Rzeszy Niemieckiej przez Gestapo. Znalazł schronienie w klasztorach w Szwajcarii i we Włoszech. W Szwajcarii założył on Międzynarodową Katolicką Pomoc dla Uchodźców i podróżował po całej Europie. W roku 1936 narodowosocjalistyczny rząd pozbawił ojca Odo obywatelstwa Rzeszy Niemieckiej.
Historyk i archiwista z domu Wirtembergii Eberhard Fritz założył, że opozycja Clausa von Stauffenberga wobec Adolfa Hitlera mogła mieć poparcie rodziny Wirtembergów. Ojciec Stauffenberga znał osobiście ojca Odo i wiedział o jego niechęci wobec nazistów oraz o jego działalności w ramach pomocy dla uchodźców.
Kiedy w roku 1940 rząd szwajcarski oświadczył, że nie może już zagwarantować bezpieczeństwa ojca benedyktyna, zdecydował się on na emigrację do Stanów Zjednoczonych. Musiał zniszczyć wszystkie swoje dokumenty osobiste, tak że jego działalności w ramach pomocy dla uchodźców prawie nie można już dziś szczegółowo odtworzyć. Od roku 1941 ojciec Odo mieszkał w Waszyngtonie, w Dystrykcie Kolumbii i nadal rozbudowywał swoją Międzynarodową Pomoc dla Uchodźców. Pomagał również prześladowanym żydom w emigracji z Rzeszy Niemieckiej i z terenów okupowanych. Ponadto od roku 1943 angażował się w duszpasterską opiekę nad niemieckimi jeńcami wojennymi w obozach amerykańskich. Po zakończeniu drugiej wojny światowej ojciec Odo założył „Central European Rehabilitation Association, Inc.“ (CERA), której celem było wysyłanie żywności, odzieży, lekarstw i innych potrzebnych artykułów do zniszczonej przez wojnę Centralnej Europy. Pozyskiwał na ten cel znaczne ofiary. Po rozwiązaniu organizacji CERA, która spełniła swoje zadanie, ojciec wrócił w roku 1949 do Niemiec i ponownie wstąpił do opactwa świętego Bartłomieja w Neuburgu. Ze względu na chorobę serca musiał w roku 1952 zakończyć życie w klasztorze i powrócić do zamku swojej rodziny w Altshausen. Tam spędził ostatnie lata swego życia.
Zgodnie ze swoją ostatnią wolą ojciec Odo został po śmierci pochowany na cmentarzu opactwa św. Marcina w Weingarten.

## Genealogia
| Prapradziadkowie                          | książę Wirtemberski Aleksander Wirtemberski (1771–1833) ∞ 1798 Antonina Sachsen-Coburg-Saalfeld (1779–1824) | król Francuzów Ludwik Filip I Burbon (1773–1850) ∞1809 Maria Amelia Burbon-Sycylijska (1782–1866)   | książę Cieszyński Karol Ludwik Habsburg (1771–1847) ∞1815 Henrietta Nassau-Weilburg (1797–1829)    | król Bawarii Ludwik I Wittelsbach (1786–1868) ∞1810 Teresa Wettyn (1792–1854)                      | cesarz Austrii Franciszek II Habsburg (1768–1835) ∞ 1790 Maria Teresa Burbon-Sycylijska (1772–1807)           | król Bawarii Maksymilian I Józef Wittelsbach (1756–1825) ∞ 1797 Karolina Fryderyka Badeńska (1776–1841)       | król Obojga Sycylii Franciszek I Burbon (1777–1830) ∞1802 Maria Izabela Burbon (1789–1848)                    | książę Cieszyński Karol Ludwik Habsburg (1771–1847) ∞1815 Henrietta Nassau-Weilburg (1797–1829)               |
| Pradziadkowie                             | książę Wirtemberski Aleksander Fryderyk Wirtemberski (1802–1881) ∞ 1837 Maria Orleańska (1813–1839)         | książę Wirtemberski Aleksander Fryderyk Wirtemberski (1802–1881) ∞ 1837 Maria Orleańska (1813–1839) | książę Cieszyński Albrecht Fryderyk Habsburg (1817–1895) ∞ 1844 Hildegarda Wittelsbach (1825–1864) | książę Cieszyński Albrecht Fryderyk Habsburg (1817–1895) ∞ 1844 Hildegarda Wittelsbach (1825–1864) | arcyksiążę Franciszek Karol Habsburg (1802–1878) ∞ 1824 Zofia Wittelsbach (1805–1872)                         | arcyksiążę Franciszek Karol Habsburg (1802–1878) ∞ 1824 Zofia Wittelsbach (1805–1872)                         | król Obojga Sycylii Ferdynand II Burbon (1810–1859) ∞ 1837 Maria Teresa Habsburg (1816–1867)                  | król Obojga Sycylii Ferdynand II Burbon (1810–1859) ∞ 1837 Maria Teresa Habsburg (1816–1867)                  |
| Dziadkowie                                | książę Wirtemberski Filip Wirtemberski (1838–1917) ∞ 1865 Maria Teresa Habsburg (1845–1927)                 | książę Wirtemberski Filip Wirtemberski (1838–1917) ∞ 1865 Maria Teresa Habsburg (1845–1927)         | książę Wirtemberski Filip Wirtemberski (1838–1917) ∞ 1865 Maria Teresa Habsburg (1845–1927)        | książę Wirtemberski Filip Wirtemberski (1838–1917) ∞ 1865 Maria Teresa Habsburg (1845–1927)        | arcyksiążę Karol Ludwik Habsburg-Lotaryński (1833–1896) ∞ 1862 Maria Annunziata Burbon-Sycylijska (1843–1871) | arcyksiążę Karol Ludwik Habsburg-Lotaryński (1833–1896) ∞ 1862 Maria Annunziata Burbon-Sycylijska (1843–1871) | arcyksiążę Karol Ludwik Habsburg-Lotaryński (1833–1896) ∞ 1862 Maria Annunziata Burbon-Sycylijska (1843–1871) | arcyksiążę Karol Ludwik Habsburg-Lotaryński (1833–1896) ∞ 1862 Maria Annunziata Burbon-Sycylijska (1843–1871) |
| Rodzice                                   | książę Wirtemberski Albrecht Wirtemberski (1865–1939) ∞1893 Małgorzata Zofia Habsburg (1870–1902)           | książę Wirtemberski Albrecht Wirtemberski (1865–1939) ∞1893 Małgorzata Zofia Habsburg (1870–1902)   | książę Wirtemberski Albrecht Wirtemberski (1865–1939) ∞1893 Małgorzata Zofia Habsburg (1870–1902)  | książę Wirtemberski Albrecht Wirtemberski (1865–1939) ∞1893 Małgorzata Zofia Habsburg (1870–1902)  | książę Wirtemberski Albrecht Wirtemberski (1865–1939) ∞1893 Małgorzata Zofia Habsburg (1870–1902)             | książę Wirtemberski Albrecht Wirtemberski (1865–1939) ∞1893 Małgorzata Zofia Habsburg (1870–1902)             | książę Wirtemberski Albrecht Wirtemberski (1865–1939) ∞1893 Małgorzata Zofia Habsburg (1870–1902)             | książę Wirtemberski Albrecht Wirtemberski (1865–1939) ∞1893 Małgorzata Zofia Habsburg (1870–1902)             |
| Karol Aleksander Wirtemberski (1896–1964) | | | | | | | | |